# Neognophomyia spectralis
Neognophomyia spectralis är en tvåvingeart som beskrevs av Alexander 1944. Neognophomyia spectralis ingår i släktet Neognophomyia och familjen småharkrankar.
Artens utbredningsområde är Ecuador. Inga underarter finns listade i Catalogue of Life.